# أميليا فليتشير
أميليا فليتشير (بالإنجليزية: Amelia Fletcher)‏ هي مغنية مؤلفة واقتصادية وعازفة قيثارة بريطانية، ولدت في 1966.

## وصلات خارجية
- أميليا فليتشير على موقع ميوزك برينز (الإنجليزية)
- أميليا فليتشير على موقع ديسكوغز (الإنجليزية)